# Michel Jungo
Le père Michel Jungo, également connu sous son nom allemand de Michael Emil Jungo, né le 26 juin 1917 à Fribourg et mort le 26 novembre 1994 à Einsiedeln est un moine bénédictin, écrivain et romaniste suisse.

## Résumé biographique

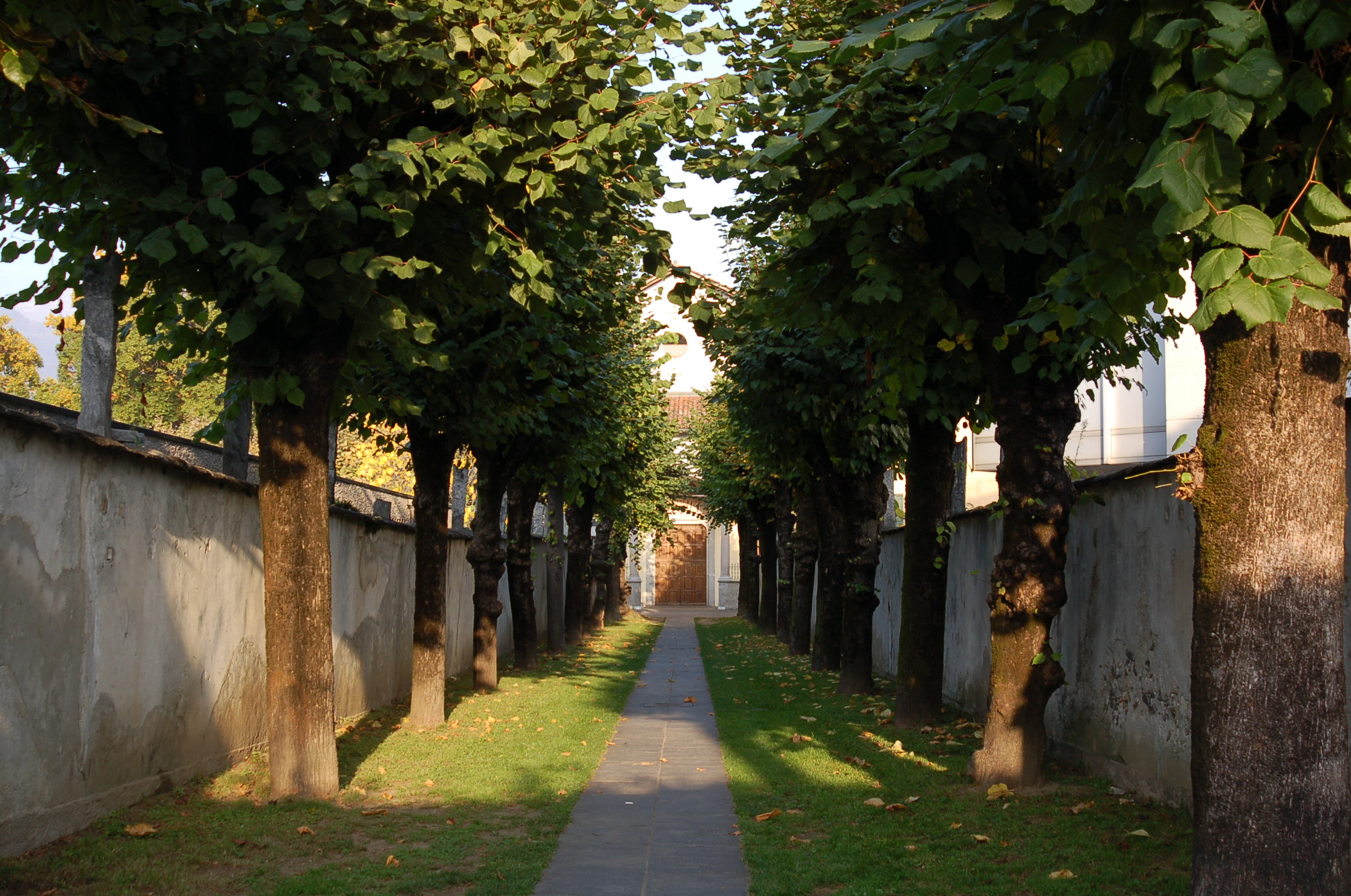
L'entrée de l'église Santa Maria della Misericordia du Collège religieux Papio, à Ascona (Tessin) où Michel Jungo a été préfet des études de 1945 à 1954.

Michel Jungo est le fils d'un employé de l'administration fédérale. Après des études secondaires à Berne il entame, en 1937, son noviciat au couvent bénédictin d'Einsiedeln où il prononce ses vœux en 1939. Après avoir été ordonné prêtre en 1943. il se consacre à l'étude de la littérature française à l'université de Fribourg. Il mène par la suite une carrière d'enseignant dans divers établissements laïcs et religieux, occupant pour finir un poste de professeur  au Collège d'Einsiedeln.
On lui doit notamment un ouvrage intitulé La Couronne invisible, une biographie romancée de Dorothée Wyss, l'épouse de Saint Nicolas de Flüe.

## Œuvres
- Michel Jungo (trad. Eric E. Thilo), La Couronne invisible : Histoire de Dorothée Wyss, femme de Nicolas de Flue [« Verborgene Krone »], Stein am Rhein, Christiana, 1995, 2e éd., 118 p. (ISBN 3-7171-0995-2)

## Source
- (de) [PDF] Nécrologie de Michel Jungo, par le père Rupert Ruhstaller